# Alpes australianos

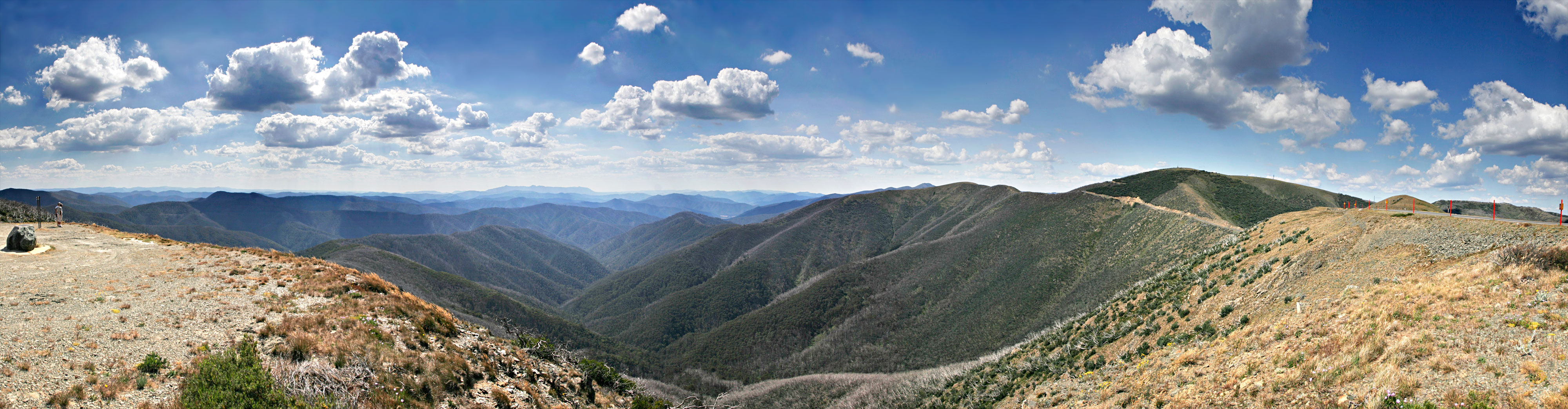
Panorama dos Alpes australianos.

Os Alpes Australianos são as montanhas mais altas da Austrália continental. A cordilheira situa-se no sudeste do país e estende-se ao longo dos estados de Nova Gales do Sul e Victoria. Os Alpes contêm as únicas montanhas do território continental que ultrapassam os 2000 m sobre o nível do mar, e junto à ilha de Tasmânia são o único lugar do país onde se pode encontrar neve natural. O pico mais alto da cordilheira é o Monte Kosciuszko, com 2228 metros de altitude.
A cordilheira é por sua vez parte da Grande Cordilheira Divisória, uma série de montanhas e planaltos estendidos ao longo a mais de 3000 km desde o norte de Queensland até ao coração de Vitória. Estas cordilheiras dividem os rios e riachos que desembocam na bacia oriental do Oceano Pacífico, daqueles que fazem parte de bacias interiores, como a do rio Murray.